# 因德拉·马哈尤丁
因德拉·布特拉·马哈尤丁（Indra Putra Mahayuddin，1981年9月2日—）生于怡保，马来西亚职业足球运动员，可以胜任前场的多个位置，包括前鋒和边锋。现效力马来西亚超级足球联赛俱乐部吉兰丹联，他在马超联赛一共进了102球，是马超联赛历史上进最多球的球员。

## 足球生涯
马哈尤丁十多岁的时候在霹雳足球协会的球校学习，2002年进球球队一线帮助霹雳足协夺得了马来西亚联赛的冠军，2004年以较高的转会费转会去了彭亨足球协会，帮助球队夺取了新创立的马来西亚超级联赛冠军。 
这位左脚将在2003年越南河内的东南亚运动会上代表马来西亚国家足球队出场，之前还参加过2002年的东南亚老虎杯比赛，帮助马来西亚队取得了赛事的第四名。霹雳队主教练表示马哈尤丁是马来西亚这一年龄段最出色的足球运动员之一。在2004年马来西亚超级联赛中21场比赛射入15球，成为联赛的最佳射手。 
马来西亚国家足球队主教练诺里赞·巴卡尔将马哈尤丁招入了2007年7月由马来西亚与泰国、越南、印尼合办的亚洲杯足球赛中。 2007年亚洲杯首场对阵中国队的比赛中马哈尤丁射入一球，但是最终球队以1-5负于对手。

## 荣誉
- 马来西亚超级联赛: 2002, 2003 and 2004
- 马来西亚足协杯: 2004 和2005/06